# Brycon amazonicus
Brycon amazonicus es una especie de pez de la familia Characidae en el orden de los Characiformes. Se le conoce como yamú, bocón, pirabiña o palambra en Brasil.

## Morfología
Los machos pueden llegar alcanzar los 46,2 cm de longitud total.

## Distribución geográfica
Se encuentran en Brasil,  Bolivia, Colombia, Guayana, Perú y Venezuela: en el río Amazonas y sus principales afluentes, como también en las cuencas de los ríos Esequibo y Orinoco.

## Hábitat
Es una especie bentopelágica (región ecológica en el nivel más bajo del cuerpo de agua), que vive en ríos, lagos y área de bosque inundado, en zonas de clima tropical.

## Forma de vida
Se encuentran bancos de diversas especies que se desplazan río abajo para desovar. Los embriones y las larvas se desarrollan y son arrastrados a los bosques inundados de los ríos de aguas blancas ricos en nutrientes. Los juveniles viven en las áreas inundadas adyacentes en enjambres debajo de las hojas flotantes y plantas acuáticas. Los animales adultos se encuentran en los bosques inundados, tanto de aguas blancas como de ríos de aguas negras. Después de la temporada de desove, los adultos migran río arriba por corrientes de agua forestales hasta su hábitat original de aguas negras, donde pasan hasta el siguiente período de desove. El material vegetal juega un papel importante en su dieta. Esparcen numerosas semillas de plantas.